# 横井礼以
横井 礼以（よこい れいじ、1886年〈明治19年〉10月1日 - 1980年〈昭和55年〉6月22日）は、日本の画家。勲等は勲四等。名古屋造形芸術短期大学名誉教授、社団法人二紀会名誉会員。本名は横井 禮一（よこい れいいち）。当初は横井 禮市（よこい れいいち）との筆名を用いた。なお、本名の「禮一」、および、かつての筆名の「禮市」の「禮」は「礼」の旧字体であるため、横井 礼一（よこい れいいち）、横井 礼市（よこい れいいち）とも表記される。なお、筆名の「礼以」については新字体を用いている。
緑ヶ丘洋画研究所主宰、二科会参与、第二紀会委員、名古屋造形芸術短期大学造形芸術科教授などを歴任した。

## 概要
愛知県海部郡弥富村出身の洋画家である。二科会で活動するとともに、第二紀会の結成に参画した。また、緑ヶ丘洋画研究所を主宰し、後進の育成に努めた。後年、病からの快癒を機に、画号を「禮市」から「礼以」に改めた。

## 来歴

### 生い立ち
1886年（明治19年）10月1日、愛知県海部郡弥富村にて生まれた。三重県第二尋常中学校を卒業すると、上京した。白馬会洋画研究所の門を叩き、洋画を学んだ。1908年（明治41年）、東京美術学校に入学すると、西洋画科の本科にて学んだ。1911年（明治44年）、東京美術学校を卒業した。

### 画家として
1914年には文展で初入選を果たし、翌年の文展でも入選を果たすが、1917年からは一転して二科展に出品するようになる。1919年の二科展では二科賞を受賞するなど活躍し、1923年に二科会の会員に選出された。しかし、眼病を患い、1928年に愛知県名古屋市に移住した。1930年には緑ヶ丘洋画研究所を設立し、後進の育成に励んだ。
太平洋戦争の終結後、1947年に熊谷守一、宮本三郎らとともに第二紀会を創設した。また、1954年には眼病からようやく回復し、それを機に画号を「禮市」から「礼以」に改めた。
1967年、それまでの功績が評価され、勲四等瑞宝章を授与された。1980年（昭和55年）6月22日、愛知県名古屋市で死去した。

## 人物
本名の名は「禮一」であり、それに因んで「禮市」と号した。太平洋戦争後、眼病から回復したことを機に「礼以」と号するようになった。なお、新しい画号の名の読み方は「れいじ」 であり、『横井礼以自選画集』や国立国会図書館はその表記を採用しているが、「れいい」 と表記している資料もある。

## 略歴
- 1886年 - 愛知県海部郡弥富村にて誕生[1]。
- 1911年 - 東京美術学校西洋画科本科卒業[1]。
- 1919年 - 二科会会友[1]。
- 1923年 - 二科会会員[1]。
- 1930年 - 緑ヶ丘洋画研究所設立[1]。
- 1941年 - 二科会評議員[1]。
- 1942年 - 二科会参与[1]。
- 1947年 - 第二紀会委員[1]。
- 1980年 - 愛知県名古屋市にて死去。

## 賞歴
- 1914年 - 文展入選。
- 1915年 - 文展入選。
- 1919年 - 二科賞。
- 1950年 - 中日文化賞。

## 栄典
- 1967年 - 勲四等瑞宝章[1]。

## 著作

### 単独での画集
- 横井礼以自選画集刊行委員会編『横井礼以自選画集』本編、三彩社、1960年。NCID BA44046749
- 横井礼以自選画集刊行委員会編『横井礼以自選画集』別冊、三彩社、1960年。NCID BA44046749
- 横井礼以画『横井礼以展――生誕100年――遺族秘蔵作品による』名古屋画廊、1987年。NCID BA45666534
- 名古屋画廊編集『横井礼以画集』名古屋画廊、2016年。NCID BB21572885

### 複数名での画集
- アトリヱ社編『油画の研究』アトリヱ社、1929年。NCID BA78866608
- 二科会編『二科画集――昭和四、五年秋第一六、一七回二科美術展覧会出品』第16回（昭和4年秋）編、二科会、1929年-1930年。全国書誌番号:47012964
- 二科会編『二科画集――昭和四、五年秋第一六、一七回二科美術展覧会出品』第17回（昭和5年秋）編、二科会、1929年-1930年。全国書誌番号:47012964
- アトリヱ社編『油絵の研究』アトリヱ社、1931年。全国書誌番号:46076610
- マロニヱ社編『マロニヱ原色版画集』マロニヱ社、1937年。全国書誌番号:46085994

## 門弟
- 尾澤辰夫
- 西村千太郎

### 註釈
1. ↑  愛知県海部郡弥富村は、のちの愛知県弥富市に該当する。
2. ↑  三重県第二尋常中学校は、のちに三重県立四日市高等学校の源流となった。
3. ↑  二科会は、のちに公益社団法人二科会の源流となった。
4. ↑  第二紀会は、のちに一般社団法人二紀会の源流となった。

## 関連人物
- 熊谷守一
- 黒田重太郎
- 田村孝之介
- 中川紀元
- 鍋井克之
- 正宗得三郎
- 宮本三郎

## 関連文献
- 服部徳次郎編著『愛知画家名鑑』愛知画家顕頌会、1997年。NCID BA30405322
- 中山真一著『愛知洋画壇物語』PART2、風媒社、2016年。ISBN 9784833145916